# Червеногърдо каменарче
Червеногърдо каменарче (Oenanthe bottae) е вид птица от семейство Muscicapidae.

## Разпространение
Видът е разпространен в Еритрея, Етиопия, Йемен и Саудитска Арабия.